# Sematophyllum nanopyxis
Sematophyllum nanopyxis là một loài Rêu trong họ Sematophyllaceae. Loài này được (Müll. Hal.) O'Shea miêu tả khoa học đầu tiên năm 1995.